# Ti amavo senza saperlo
Ti amavo senza saperlo (Easter Parade) è un film del 1948 diretto da Charles Walters.
Si tratta dell'unico film in cui Fred Astaire e Judy Garland danzano insieme, raggiungendo con il numero A Couple of Swells uno dei punti più alti delle rispettive carriere.
Fu il film col maggiore incasso nell'anno 1948.

## Trama
Nadine Hale comunica a Don Hewes che non andrà con lui a Chicago perché ha appena firmato un contratto per uno spettacolo da solista. Don cerca di persuaderla a non interrompere il loro sodalizio professionale e personale, ma Nadine è decisa a fare ciò che è meglio per la sua carriera.
Amareggiato, Don va in un bar e scommette con l'amico Jonathan Harrow III che sarebbe in grado di insegnare a qualunque donna a danzare come Nadine. Nello stesso bar, rimasto solo, nota una ballerina di fila, Hannah Brown, e le dà il suo biglietto da visita dandole appuntamento per la mattina seguente. Hannah, inizialmente molto scettica a causa dello strano comportamento dell'uomo, quando si rende conto di chi è il biglietto da visita decide di presentarsi all'appuntamento.
La prima prova è un disastro, anche perché Hannah non è capace di distinguere la gamba destra dalla sinistra a meno che non abbia una giarrettiera sulla gamba destra perché, fin da piccola, la madre l'ha obbligata a usare la mano destra al posto della sinistra e così lei non è mai sicura di quale mano, o gamba, debba usare. Terminate le prove, Don e Hannah si ritrovano a osservare la sfilata di Pasqua sulla Quinta Strada e Hannah rimane molto colpita dall'eleganza e dal portamento di Nadine; allora Don le promette che tra un anno nessuno presterà più attenzione alla sua ex partner, perché tutti i fotografi saranno troppo impegnati a fotografare Hannah.
Passano i mesi ma Hannah non si rivela all'altezza di sostituire Nadine, almeno fino a quando lo stesso Don non capisce che il problema è proprio l'aver cercato di ricreare un'altra Nadine. Allora cambia completamente strategia e repertorio perché Hannah possa essere semplicemente sé stessa anche sul palcoscenico. Questa volta i numeri hanno un successo maggiore e gli ingaggi si susseguono. Nel frattempo Hannah ha conosciuto Jonathan, che dimostra immediatamente un certo interesse per la ragazza, ma lei gli dirà che non può amarlo perché si è già innamorata di Don, anche se è un sentimento non corrisposto in quanto con Don tutto ruota attorno alla danza. Hannah e Jonathan rimarranno comunque amici e il ragazzo dirigerà le sue attenzioni verso Nadine.
Il debutto di Nadine è un successo e Hannah si preoccupa perché non ha notizie del compagno da qualche giorno. Quando Don riappare, le comunica che è stato contattato per uno spettacolo tutto loro e le propone di cenare assieme per festeggiare. Durante la cena inizia a esporre ad Hannah delle nuove idee per lo spettacolo causando l'ira della ragazza che è stufa di essere vista solo come un paio di scarpe da ballo. Don la rassicura che non è così e la bacia rivelando di provare qualcosa per lei.
Anche il debutto di Hannah e Don è un successo e i due vanno a festeggiare nel locale dove danza Nadine che, terminato il suo numero, obbliga Don a danzare con lei sulle note di un loro vecchio cavallo di battaglia. Hannah li osserva e, convinta che in realtà sia stato tutta una macchinazione di Don per tornare a ballare con Nadine, lascia il locale. Tornata in albergo trova Don ad aspettarla e l'uomo le conferma ancora una volta i suoi sentimenti, ribadendo che Nadine appartiene al passato. Per dimostrare la sua buona fede è disposto a rimanere fuori dalla porta della camera di Hannah fino a quando lei non gli aprirà, ma subito dopo arriva un poliziotto che lo obbliga ad allontanarsi. Pochi secondi dopo Hannah apre la porta ma non trova nessuno e si convince di essere stata lasciata.
Il mattino dopo è la domenica di Pasqua e Hannah, con l'aiuto di Jonathan, decide di fare in modo che Don sappia che è davvero innamorata di lui. A casa di Don vengono recapitati un uovo di Pasqua, un mazzo di fiori e un coniglio in un cilindro, non accompagnati da biglietto; subito dopo si presenta Hannah che rimprovera Don perché non è ancora pronto per la sfilata, ricordandogli della scommessa fatta l'anno precedente.
Hannah e Don partecipano alla sfilata di Pasqua: Hannah imita la posa che aveva assunto Nadine l'anno precedente, mentre le venivano scattate delle foto, e Don regala a Hannah un anello di fidanzamento.

## Edizioni Home Video
Sul mercato italiano sono uscite diverse edizioni Home-Video del film in DVD. Le prime, nel formato originale 1.33:1, sono state distribuite da Golem Video e Warner Home Video.

## Riconoscimenti
- 1949 - Premio Oscar
  - Migliore colonna sonora (musical)